# Viking társadalom
A vikingek társadalmát a sajátosan fejlődő skandináv feudalizmus jellemezte. Itt Európa más részeitől eltérően nem jött létre erős társadalmi tagozódás. Társadalmi és földrajzi okok miatt nem alakultak ki nagybirtokok, így nem volt igazi nagybirtokos réteg. A hűbéri viszony tulajdonképpen a földbirtokos nagyparasztok és a velük szerződő bérlők között jött létre, hiszen a parasztok viselhettek fegyvert. Sokáig jelen volt a társadalomban a faluközösség, tehát a víz és a legelő közös használatának rendje.
A viking korban a társadalom három részre tagozódott: az urak, a parasztok és a rabszolgák rendjére. A királyt a törzsek vezetői választották maguk közül, és első volt az egyenlők között. Hatalmát a népgyűlés, a szabad emberek gyűlése korlátozta, a törzsek vezetői ellenében semmilyen döntést nem hozhatott. A késői vikingkorban már örökletessé vált a királyi cím, de a népgyűlés szerepe még sokáig fennmaradt. A király után következtek a jarlok, vagyis helytartók, akik gazdaságilag olyan jól álltak, hogy hajót tartottak és saját kíséretük segítségével tudták biztosítani a hatalmukat. A társadalom legszélesebb rétegét a szabad kisbirtokosok alkották. Őket követték a rabszolgák, akiknek helyzete nagyon hasonlított az ókori rabszolgák helyzetére.
Az északi országokban a thing nevű intézmény volt a jogrend alapja, amely szabad emberek gyülekezetét jelentette. Minden kerületnek, járásnak megvolt a maga thingje, ahol a szabad, fegyverforgatásra képes felnőtt férfiak tanácskoztak, megvitatták a felmerülő kérdéseket és ítéleteket hoztak. A törvény a szokásjogon alapult, amelyet szájhagyomány alapján örökítettek. Később az országos jellegű döntéseket a landthing nevű nagy gyűléseken hozták meg.
A gyilkosságok jóvátételéül teljes összegű pénzváltságot kellett fizetni, felét fizették egy szem kiszúrásáért, negyedét egy fülért és így tovább. Az ítéletek kiszabása után annak érvényt szerezni igen nehéz volt, így a nagy hatalmú családokat nem igen tudták rászorítani a büntetés kifizetésére. A bonyolultabb vitákat gyakran párviadallal vagy tűzpróbával döntötték el. A lopást akasztással büntették, hiszen a tolvaj szegény ember, akinek az életénél nincs egyebe. A legrettegettebb büntetés a kiközösítés volt, mivel a számkivetettet bárki számonkérés nélkül megölhette, a közösségből kitaszítva nem maradhatott sokáig életben.

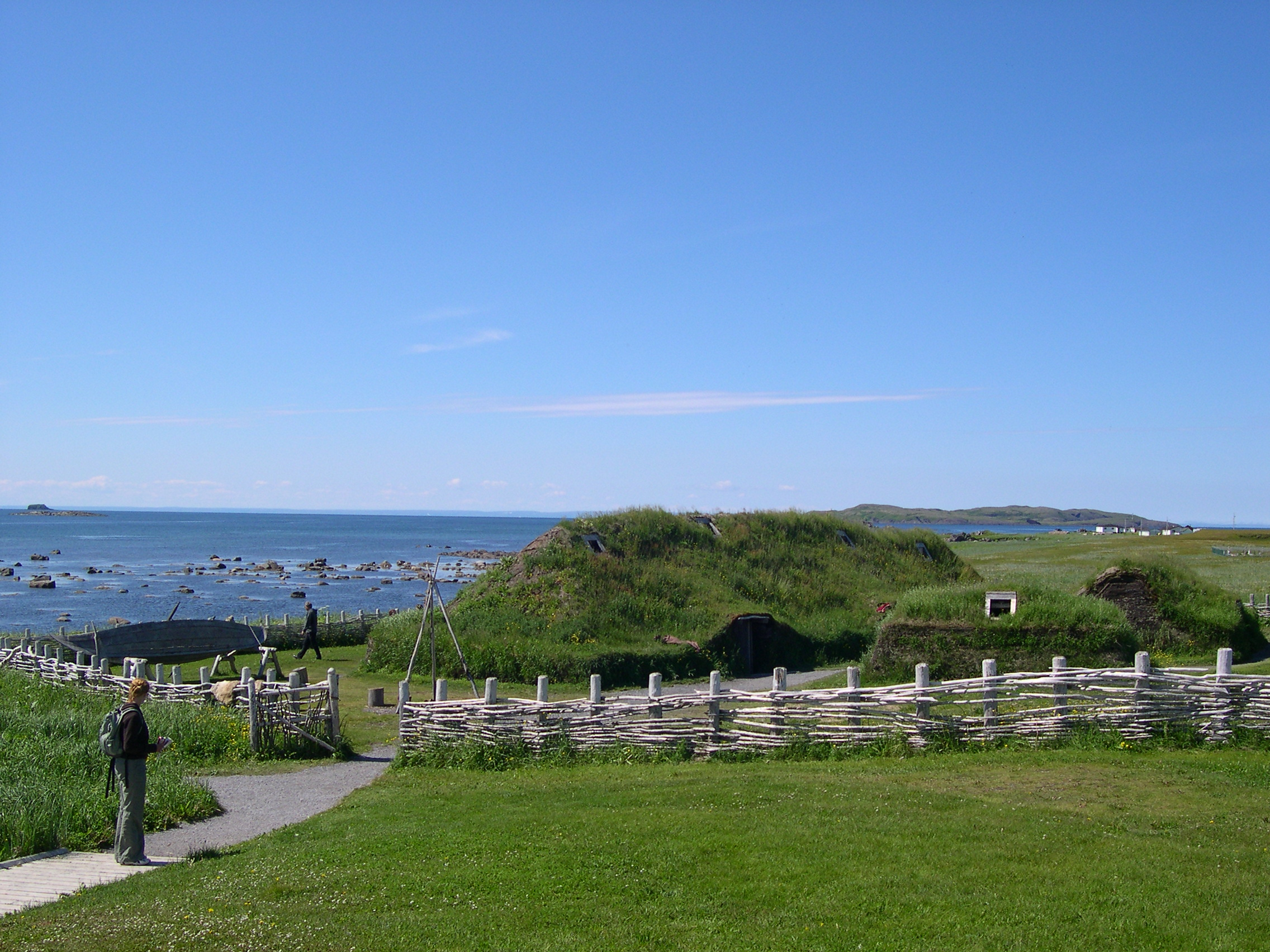
Viking ház rekonstrukciója, L'Anse aux Meadows, Új-Fundland

## A vikingek asszonyai
A nők helyzete kettős volt a társadalmon belül. Egyrészt a törvény szerint elnyomott helyzetben voltak, míg társadalmilag előnyösebb helyzetben, mint a kor legtöbb népének asszonyai. A házasságukba nem szólhattak bele, azt a két család képviselői intézték. A lányokat egész életükben a háztartás, gazdaság vezetésére oktatták, hiszen a férfiak olyan feleséget kerestek, akik a család vagyonának gyarapítása, rangjának emelése mellett egyedül is képes volt vezetni a gazdaságot, amíg a férjük a tengereket járja.
S amikor a ház ura tengerre szállt, és nem egyszer évekig nem látták, akkor jött el az asszonyok ideje. Ők lettek a gazdaság egyedüli gazdái, akik parancsoltak a szolgáknak, de elvégezték a férfiak munkáját is, ha szükség volt rá. Arra is gyakran volt példa, hogy követték férjeiket a vándorlásokban, új lakhelyek felfedezésében, s úgy állták meg a helyüket, mint bármelyik férfi.
A nők férjeik visszatértével is megőrizték pozícióikat a gazdaságban. A harcokra és tengeri életre immár alkalmatlan férfi átengedte helyét a fiatalabbaknak, de a felesége azután is a ház asszonya maradt. Férjük halála után ők örököltek, sőt ha gyermekeik utód nélkül haltak meg, utánuk is. Egy módos özvegyasszony olyan jó partinak számított, hogy nem szívesen engedték ki a nemzetségből, s olykor férjének egy rokona vette feleségül.
A vikingek többnejűek voltak, anyagi helyzetüktől függően fő feleségük mellett egy-két, sőt gyakran több feleséget és ágyast tartottak. A szabad ember kedve szerint rendelkezhetett gazdasága nem szabad nőtagjaival, de az ilyen viszonyokból származott gyermekek rabszolgának számítottak. Az asszonyok hűtlenségét viszont súlyosan büntették. A vikingek szabados szexuális életéről szóló leírásokat az arab utazóknak köszönhetjük, s úgy látszik, hogy a kor férfiai teljesen egyek voltak ösztöneikkel. A homoszexualitás sem volt ismeretlen köreikben, a sagákban találhatóak gúnyos utalások, de a jelek szerint nem tartották büntetendő cselekménynek.

## A nemzetség mindenekfelett
A vikingek számára a vérségi kötelék szent volt és sérthetetlen. A harcos meghalhat, de a nemzetség a halála után is fennmarad. A család nyújtotta a legfőbb védelmet és támaszt. A viking egyik legfőbb kötelessége volt ápolni a családi, baráti kapcsolatokat, hiszen e nélkül egyedül maradhatott a veszélyek közepette. Életét a nemzetség szokásai, törvényei határozták meg, s ezek megsértése beláthatatlan következményekkel járhatott. A nemzetségből való kiközösítés egyet jelentett a hontalansággal, a biztos halállal.
Az ilyen szoros nemzetségi kötelék azonban veszélyeket is rejtett magában. A viking erkölcs megkövetelte a becsületen esett folt vérbosszúval történő lemosását. Legyen az akár a legkisebb sértés, súlyos bántalomnak tekintették, amely bosszúért kiáltott. Ez alól a nemzetség egyetlen tagja sem vonhatta ki magát. Emiatt az erkölcsi kényszer miatt sok háborúskodás tört ki nemzetségek között, amely gyakran túlélte a sértő felet is. A viking kor végére a bosszú helyét átvette az anyagi jóvátétel, amelynek nagyságát a thing határozta meg. De ez nem lett általános, csak nagyon kevés ügyet sikerült ilyen módon elintézni.